# Cyclura cychlura
Cyclura cychlura là một loài thằn lằn trong họ Iguanidae. Loài này được Cuvier mô tả khoa học đầu tiên năm 1829.

## Hình ảnh

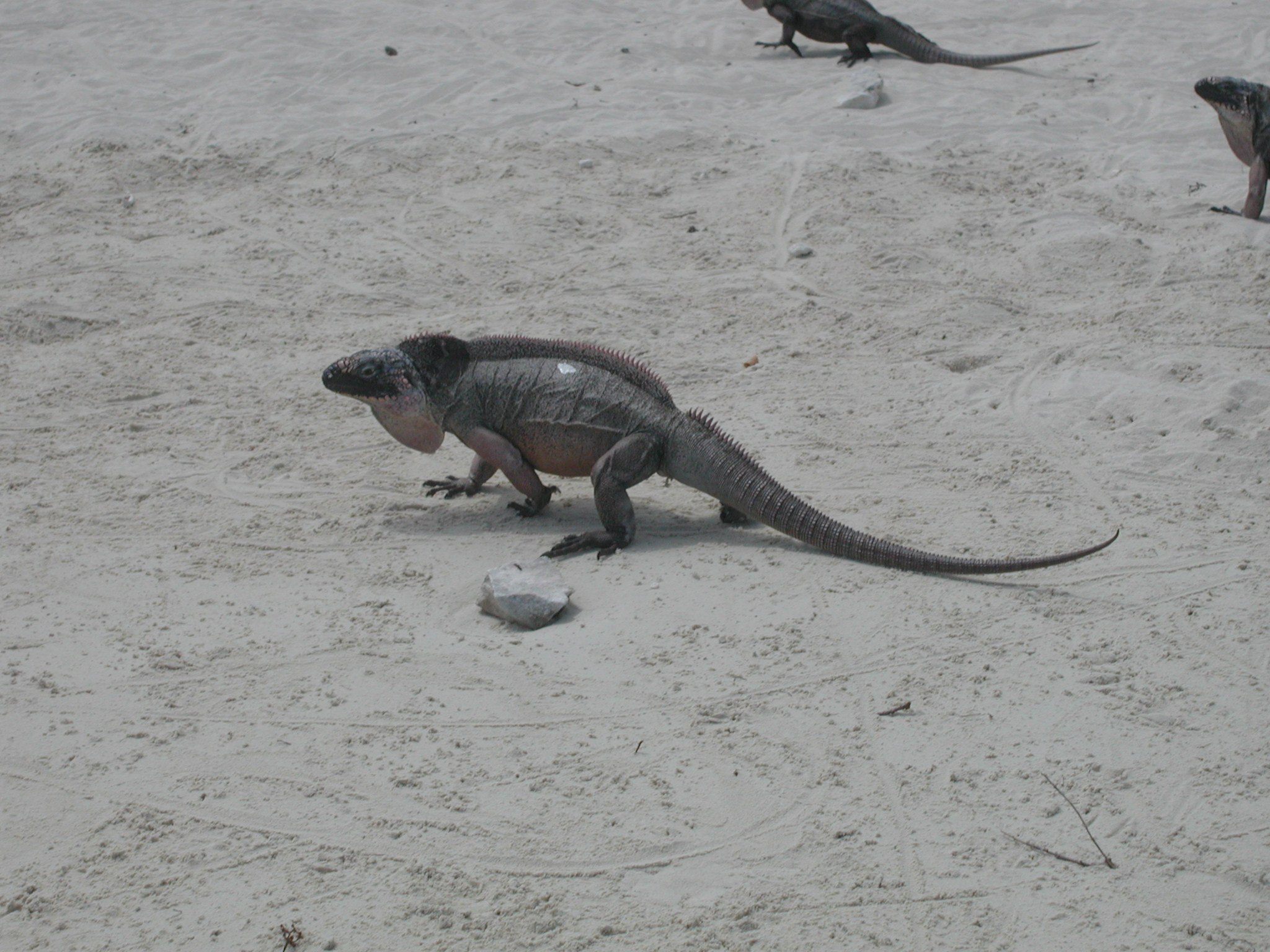
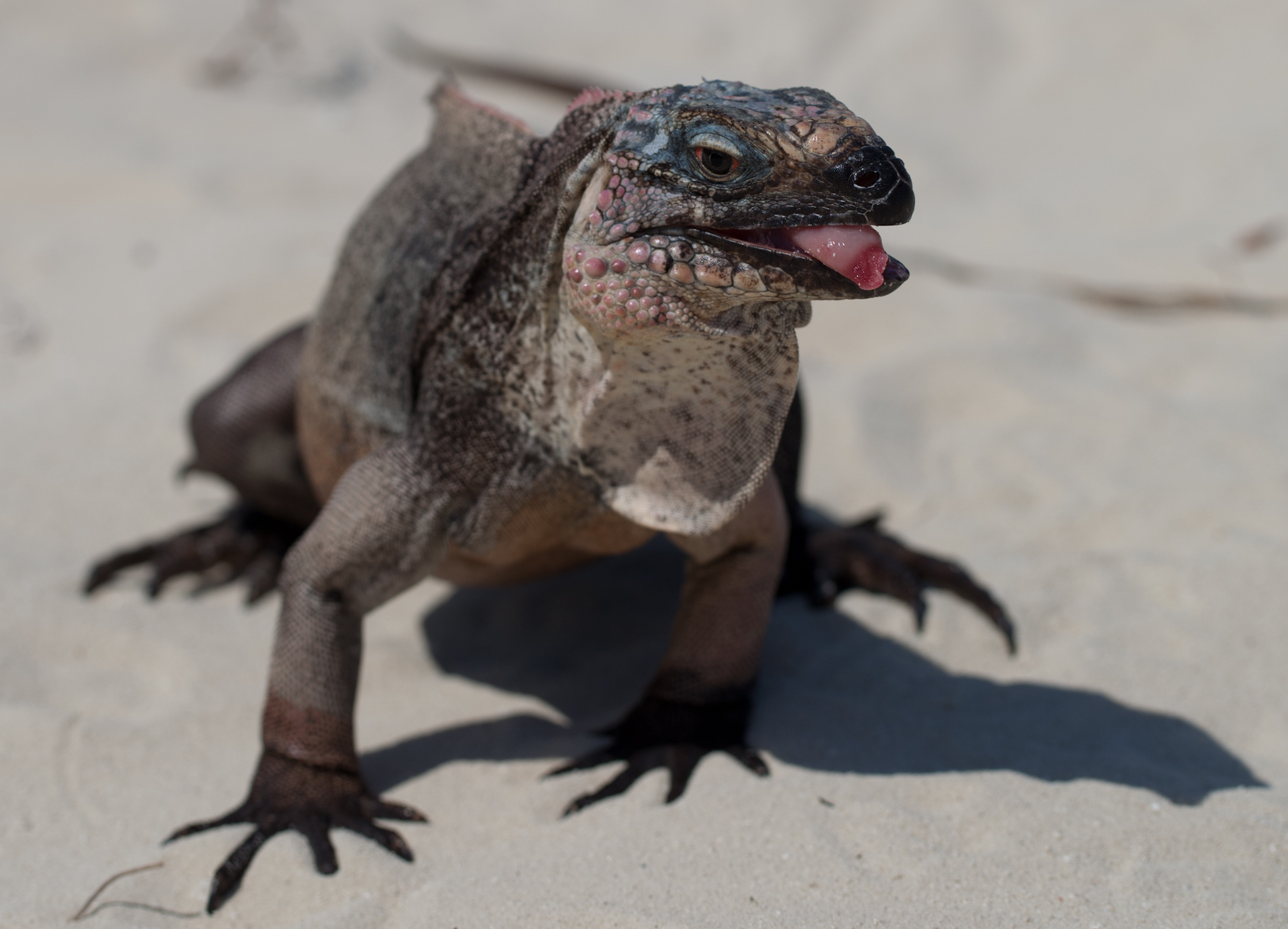
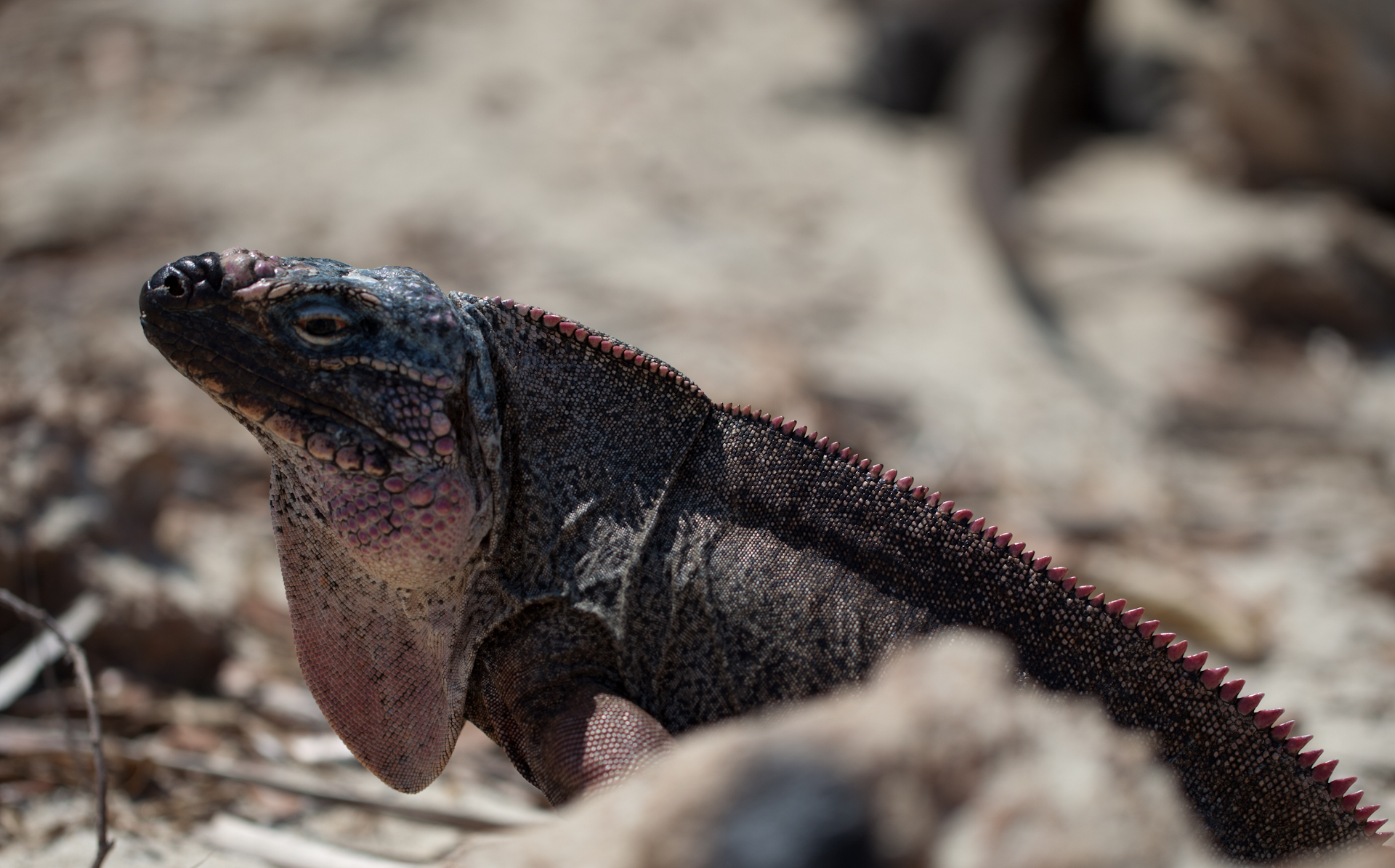